# Башкаран Адгібан
Башкаран Адгібан (нар. 15 серпня 1992, Маїладутхурай) — індійський шахіст, гросмейстер.  Чемпіон світу серед юнаків до 16 років 2008 року і чемпіон Індії 2009 року.
Його рейтинг станом на березень 2020 року — 2659 (84-те місце у світі, 4-те — серед шахістів Індії).

## Кар'єра
2007 року виграв чемпіон Азії до 16 років, що відбувся в Ташкенті. Грав на першій шахівниці за юнацьку збірну Індії, яка 2008 року виграла золоті медалі на шаховій Олімпіаді до 16 років.
У 2011 році виграв турнір Cultural Village у Вейк-ан-Зеє і завдяки цій перемозі кваліфікувався на турнір Тата стіл С 2012 року в цьому самому містечку. Там він поділив 3-4-те місця з Дааном Бранденбургом, набравши 8.5/13. На Кубку світу 2013 Адгібан спричинив сенсацію в перших двох турах, обігравши російського гросмейстера Євгена Алексєєва з рейтингом 2710 в першому турі, і Александра Фієра — в другому.
2013 року Адгібан переміг на Сантс опен у Барселоні з результатом 8,5/10. У змаганнях взяли участь 23 гросмейстери і 28 міжнародних майстрів.
У липні 2014 року виграв Мастерс опен на шаховому фестивалі в Білі. Наступного місяця допоміг збірній Індії здобути бронзову медаль на 41-ій шаховій Олімпіаді в Тромсе, набравши 7/11 на четвертій шахівниці.
2015 року входив до складу команди-переможниці Іспанської ліги, Солвей. Разом з ним у команді були Пентала Харікрішна, Сур'я Шехар Гангулі, Александер Делчев, Серхіо Качо Рейгадас, Хесус Марія Де Ла Вілья Гарсіа та Елізбар Убілава.
Взяв участь у Кубку світу 2015, де його в першому раунді вибив Володимир Федосєєв, на тай-брейку у швидкі шахи.
У січні 2016 року Адгібан виграв турнір Тата Стіл B у Вейк-ан-Зеє. Крім нього однакову кількість очок, по 9 (+6-1=6), набрали Олексій Дрєєв і Ельтадж Сафарлі. Однак, оскільки Адгібан переміг їх обох, то він і став переможцем турніру. Завдяки цьому шахіст здобув право взяти участь у головному турнірі Вейк-ан-Зеє 2017.
У січні 2017 року, набравши 7½ очок з 13 можливих (+4-2=7), разом з Вей І та Левоном Ароняном розділив 3-5 місця на турнірі 21-ї категорії, що проходив у Вейк-ан-Зеє.
У січні 2018 року з результатом 3½ з 13 очок (+0-6=7) посів передостаннє 13-те місце на турнірі 20-ї категорії, що проходив у Вейк-ан-Зеє.
У березні 2018 році став переможцем турніру «Reykjavik Open Robert Fischer Memorial». Результат Башкарана 7½ очок з 9 можливих (+6-0=3).

## Зміни рейтингу
| На цьому місці має відображатися графік чи діаграма, однак з технічних причин його відображення наразі вимкнено. Будь ласка, не видаляйте код, який викликає це повідомлення. Розробники вже працюють для того, щоби відновити штатне функціонування цього графіка або діаграми. | |
| | На цьому місці має відображатися графік чи діаграма, однак з технічних причин його відображення наразі вимкнено. Будь ласка, не видаляйте код, який викликає це повідомлення. Розробники вже працюють для того, щоби відновити штатне функціонування цього графіка або діаграми. |